# TV Dinners
«TV Dinners» es una canción de la banda estadounidense de blues rock y hard rock ZZ Top, publicado como el quinto y último sencillo del disco Eliminator de 1983 a través de Warner Bros. Records. Fue escrita por Billy Gibbons, Dusty Hill y Frank Beard, sin embargo, al igual que la gran mayoría de los temas del álbum la base de sintetizadores fue creada por el ingeniero de sonido Linden Hudson.
Obtuvo el puesto 38 en los Mainstream Rock Tracks de los Estados Unidos y el lugar 67 en la lista UK Singles Chart del Reino Unido. Para promocionarlo se grabó un vídeo musical que fue dirigido por Marius Penczner, en el aparece por primera vez Dusty y Frank sin lentes de sol característica en los vídeos de Eliminator, mientras que Dusty aparece tocando un teclado Vox Continental.
Por otro lado, en 2003 el cantante inglés Robert Palmer grabó junto a ZZ Top una versión para su disco Drive.

## Lista de canciones
| N.º | Título             | Duración |  |
| 1.  | «TV Dinners»       | 3:50     |  |
| 2.  | «Cheap Sunglasses» | 4:48     |  |

## Músicos
- Billy Gibbons: voz y guitarra eléctrica
- Dusty Hill: bajo y teclados
- Frank Beard: batería